# Swept back pipes

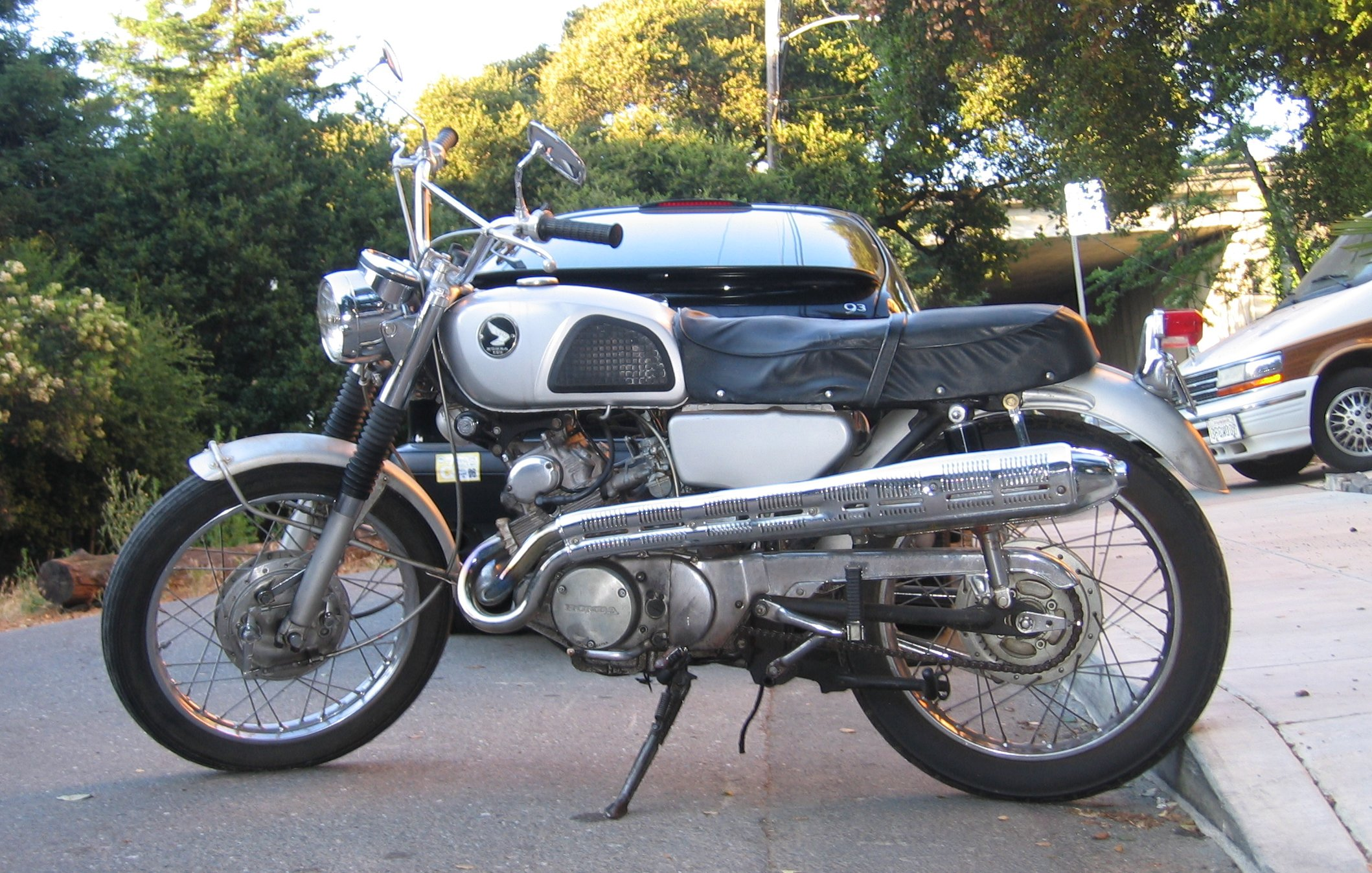
Upswept pipe op een Honda CL160 Scrambler

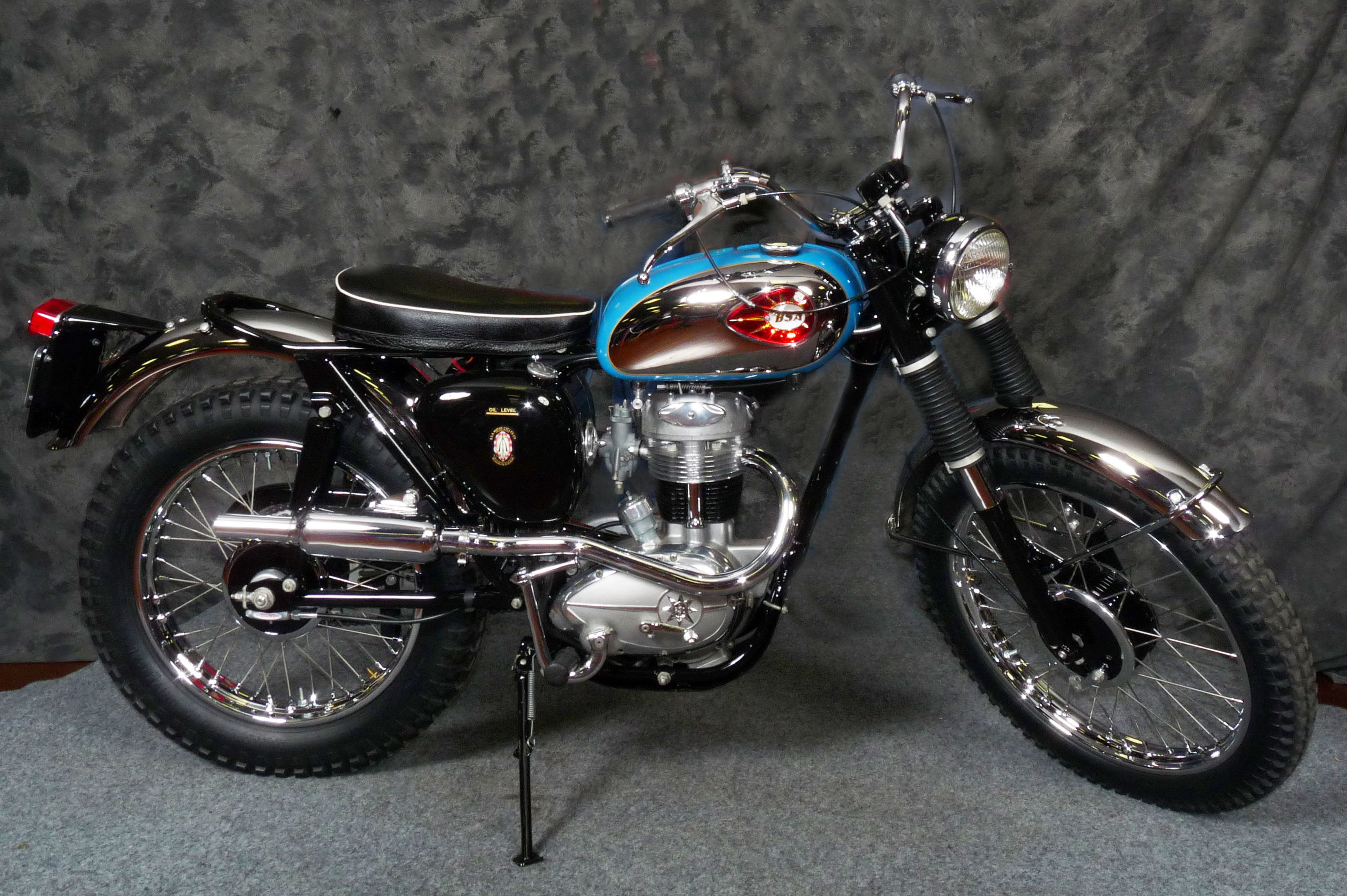
De BSA C15 T Starfire Trials

Swept back pipes (ook wel: Upswept pipes of Backswept pipes) zijn uitlaten van een motorfiets die schuin naar achteren, langs de cilinders lopen. 
De uitlaat wordt zo een stuk korter. Ze werden vroeger gebruikt op scramblers om de uitlaten hoog weg te laten lopen, maar zijn tegenwoordig populair op choppers en customs.